# Philippe Pugnat
 Philippe Pugnat, né le 10 septembre 1959 à Sallanches, est un skieur alpin français.

## Biographie
Il est le fils d'Alcide Pugnat (1921-1991) et d'Anne-Marie Baz (1925-2012).
En 1978, il participe aux championnats du monde à Garmisch. Il s'y classe 31e de la descente.
En janvier 1980, il prend la 15e place de la descente de Kitzbühel sur la Streif. En février de cette même année, il participe aux Jeux olympiques de Lake Placid où il se classe 25e de la descente. Ç'est aussi en 1980 qu'il est sacré Champion de France de descente aux Orres.
En décembre 1980, il obtient son meilleur résultat en coupe du monde avec une 12e place dans la descente de Val d'Isère sur la piste Oreiller-Killy.
Après sa carrière de skieur, il rejoint l'entreprise de voirie, réseaux et terrassement créée par son père Alcide Pugnat en 1948. Elle devient en 1984 l'entreprise Pugnat TP , baseé à Passy (Haute-Savoie), qu'il gère avec son frère James Pugnat jusqu'en 2016. Il dirige aujourd'hui cette entreprise qui emploie 40 personnes, avec trois associés.

## Palmarès

### Jeux olympiques
| Épreuve / Édition   | Descente |
| JO 1980 Lake Placid | 25e      |

### Championnats du monde
| Épreuve / Édition      | Descente |
| Mondiaux 1978 Garmisch | 31e      |

### Coupe du monde
- Meilleur classement général : 91e en 1981.
- Meilleur classement de descente : 34e en 1980.

Meilleurs résultats en descente :
- 12e de la descente de Val d'Isère en décembre 1980
- 15e de la descente de Kitzbühel en janvier 1980
- 17e de la descente de Val d'Isère en décembre 1979
- 17e de la descente de Kitzbühel en janvier 1981

#### Classements
| Saison / Épreuve | Saison / Épreuve | Général | Général | Descente | Descente | Slalom géant | Slalom géant | Combiné | Combiné |
| ---------------- | ---------------- | ------- | ------- | -------- | -------- | ------------ | ------------ | ------- | ------- |
| Saison / Épreuve | Saison / Épreuve | Class.  | Points  | Class.   | Points   | Class.       | Points       | Class.  | Points  |
| 1979-1980        | 1979-1980        | 92e     | 1       | 34e      | 1        | -            | -            | -       | -       |
| 1980-1981        | 1980-1981        | 91e     | 4       | 36e      | 4        | -            | -            | -       | -       |

### Championnats de France

#### Élite
| Édition / Epreuve           | Descente |
| --------------------------- | -------- |
| Championnats 1980 Les Orres | Or       |